# Robeco

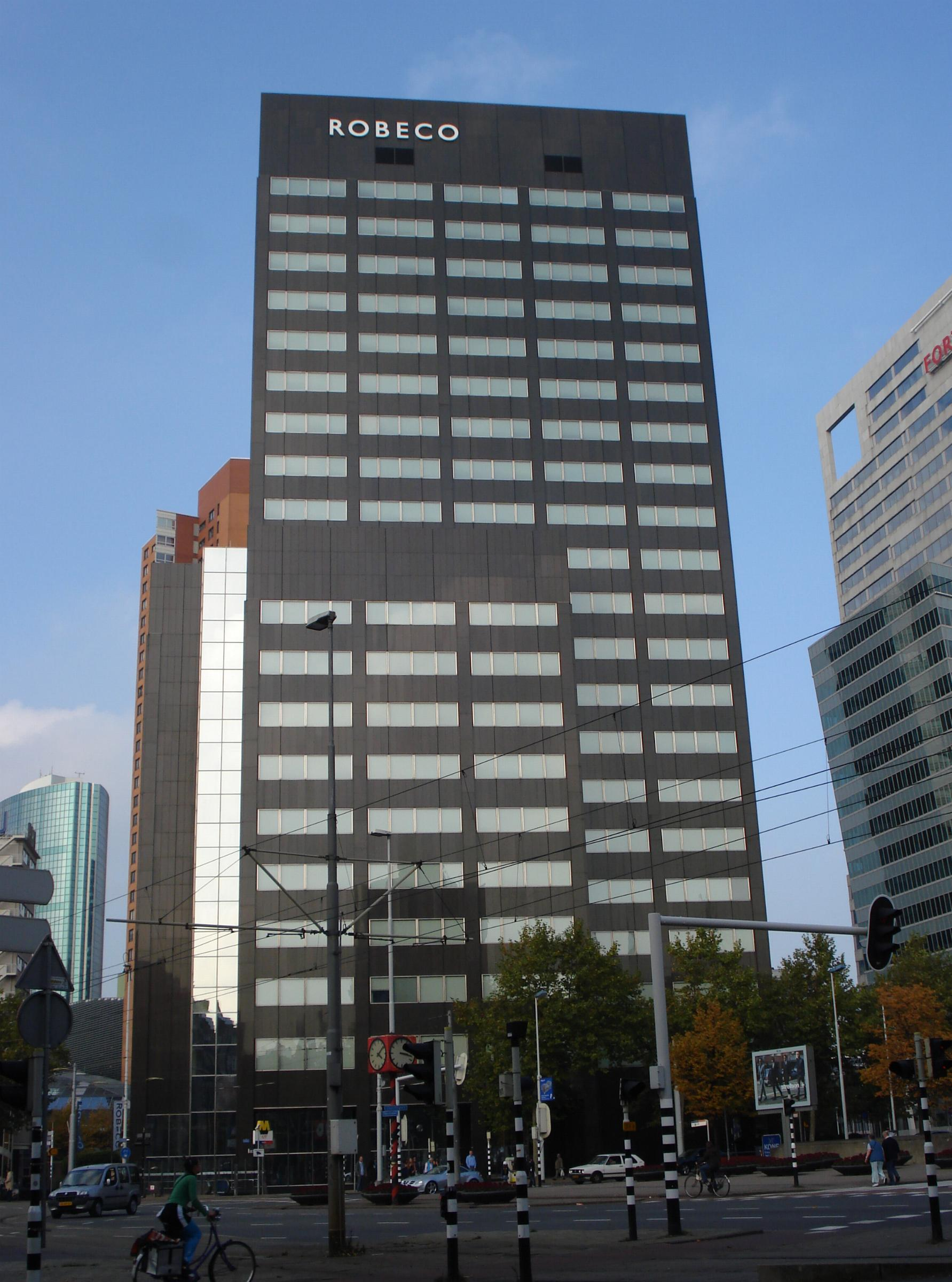
Ancien siège de Robeco, à Rotterdam.

Robeco est une entreprise de gestion d'actifs néerlandaise ; depuis 2013, l'entreprise fait partie du groupe japonais Orix. La Rotterdamsch Beleggings Consortium (Rotterdam Investissement Consortium) est fondée en 1929. À la fin de l'année 2014, la société avait 246 milliards de dollars d'actifs sous gestion. Elle a été acquise en 2001 par la Rabobank Groep et vendue en 2013 à ORIX Corporation. Elle fait partie des signataires de l'engagement « Finance for Biodiversity ».

## Présence mondiale
Robeco a actuellement des activités dans les pays suivants :
- Pays-Bas International headquarters ; Robeco Institutional Asset Management ; Robeco Direct ; Transtrend (à Rotterdam)
- Australie Robeco Hong Kong Ltd (Sydney)
- Chine Robeco Greater China and South East Asia (Hong Kong) ; representative office in Shanghai
- France Robeco France (Paris)
- Allemagne Robeco Germany (Frankfurt)
- Inde Canara Robeco Asset Management (Mumbai)
- Japon Robeco Japan clients (Tokyo)
- Espagne Robeco Spain (Madrid)
- UAE Robeco Middle East (Dubai)
- Suisse RobecoSAM Switzerland (Zurich) ; Corestone Investment Managers (Zug)
- États-Unis Robeco Investment Management (New York City, Boston, Los Angeles et San Francisco) ; Harbor Capital Advisors (Chicago et Boston) ; RobecoSAM (New York).

## Siège
Le siège de Robeco est basé dans la tour de 95 mètres de haut, la Robeco toren située à Rotterdam.